# Ikva, Kremeneț
Ikva (în ucraineană Іква) este un sat în comuna Velîki Berejți din raionul Kremeneț, regiunea Ternopil, Ucraina.

## Demografie
Componența lingvistică a localității Ikva
     Ucraineană (99,13%)
     Alte limbi (0,86%)
Conform recensământului din 2001, majoritatea populației localității Ikva era vorbitoare de ucraineană (99,13%), existând în minoritate și vorbitori de alte limbi.